# Saint-Germain-de-Prinçay
Saint-Germain-de-Prinçay és un municipi francès situat al departament de Vendée i a la regió de País del Loira. L'any 2007 tenia 1.444 habitants.

## Demografia

### Població
El 2007 la població de fet de Saint-Germain-de-Prinçay era de 1.444 persones. Hi havia 557 famílies de les quals 124 eren unipersonals (66 homes vivint sols i 58 dones vivint soles), 203 parelles sense fills, 199 parelles amb fills i 31 famílies monoparentals amb fills.
La població ha evolucionat segons el següent gràfic:
Habitants censats

### Habitatges
El 2007 hi havia 616 habitatges, 559 eren l'habitatge principal de la família, 22 eren segones residències i 35 estaven desocupats. 583 eren cases i 13 eren apartaments. Dels 559 habitatges principals, 427 estaven ocupats pels seus propietaris, 123 estaven llogats i ocupats pels llogaters i 10 estaven cedits a títol gratuït; 12 tenien una cambra, 29 en tenien dues, 74 en tenien tres, 135 en tenien quatre i 309 en tenien cinc o més. 416 habitatges disposaven pel capbaix d'una plaça de pàrquing. A 206 habitatges hi havia un automòbil i a 317 n'hi havia dos o més.

### Piràmide de població
La piràmide de població per edats i sexe el 2009 era:
| Homes | Edats   | Dones |
| ----- | ------- | ----- |
| 0     | 95 o +  | 0     |
| 0     | 90 a 94 | 8     |
| 4     | 85 a 89 | 12    |
| 8     | 80 a 84 | 4     |
| 24    | 75 a 79 | 16    |
| 16    | 70 a 74 | 28    |
| 36    | 65 a 69 | 24    |
| 24    | 60 a 64 | 24    |
| 20    | 55 a 59 | 24    |
| 52    | 50 a 54 | 32    |
| 20    | 45 a 49 | 48    |
| 92    | 40 a 44 | 60    |
| 36    | 35 a 39 | 60    |
| 48    | 30 a 34 | 48    |
| 56    | 25 a 29 | 48    |
| 84    | 20 a 24 | 28    |
| 52    | 15 a 19 | 40    |
| 44    | 10 a 14 | 68    |
| 64    | 5 a 9   | 24    |
| 12    | 0 a 4   | 56    |

## Economia
El 2007 la població en edat de treballar era de 985 persones, 716 eren actives i 269 eren inactives. De les 716 persones actives 664 estaven ocupades (372 homes i 292 dones) i 50 estaven aturades (22 homes i 28 dones). De les 269 persones inactives 127 estaven jubilades, 57 estaven estudiant i 85 estaven classificades com a «altres inactius».

### Ingressos
El 2009 a Saint-Germain-de-Prinçay hi havia 571 unitats fiscals que integraven 1.483 persones, la mediana anual d'ingressos fiscals per persona era de 17.270 €.

### Activitats econòmiques
Dels 36 establiments que hi havia el 2007, 1 era d'una empresa extractiva, 2 d'empreses alimentàries, 1 d'una empresa de fabricació de material elèctric, 1 d'una empresa de fabricació d'elements pel transport, 3 d'empreses de fabricació d'altres productes industrials, 5 d'empreses de construcció, 3 d'empreses de comerç i reparació d'automòbils, 2 d'empreses d'hostatgeria i restauració, 8 d'empreses de serveis, 6 d'entitats de l'administració pública i 4 d'empreses classificades com a «altres activitats de serveis».
Dels 9 establiments de servei als particulars que hi havia el 2009, 1 era un paleta, 2 guixaires pintors, 1 fusteria, 1 lampisteria, 2 perruqueries i 2 restaurants.
L'únic establiment comercial que hi havia el 2009 era una fleca.
L'any 2000 a Saint-Germain-de-Prinçay hi havia 42 explotacions agrícoles que ocupaven un total de 2.268 hectàrees.

## Equipaments sanitaris i escolars
L'únic equipament sanitari que hi havia el 2009 era una farmàcia.
El 2009 hi havia 1 escola maternal integrada dins d'un grup escolar amb les comunes properes formant una escola dispersa i 1 escola elemental.

## Poblacions més properes
El següent diagrama mostra les poblacions més properes.